# Abrechnung

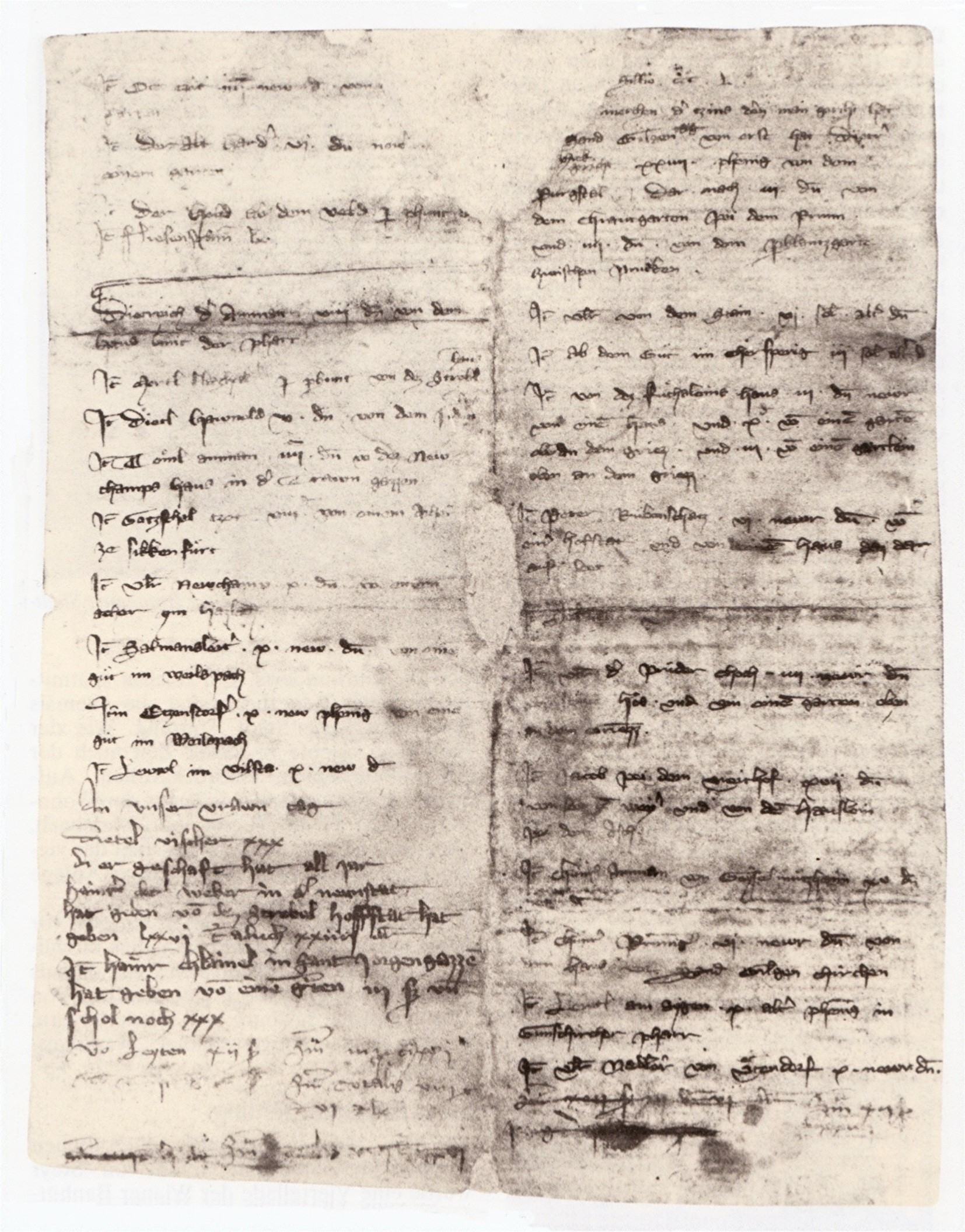
Historisches Beispiel: Eine Einnahmenabrechnung des Welser Bruckamtes aus dem Jahr 1350

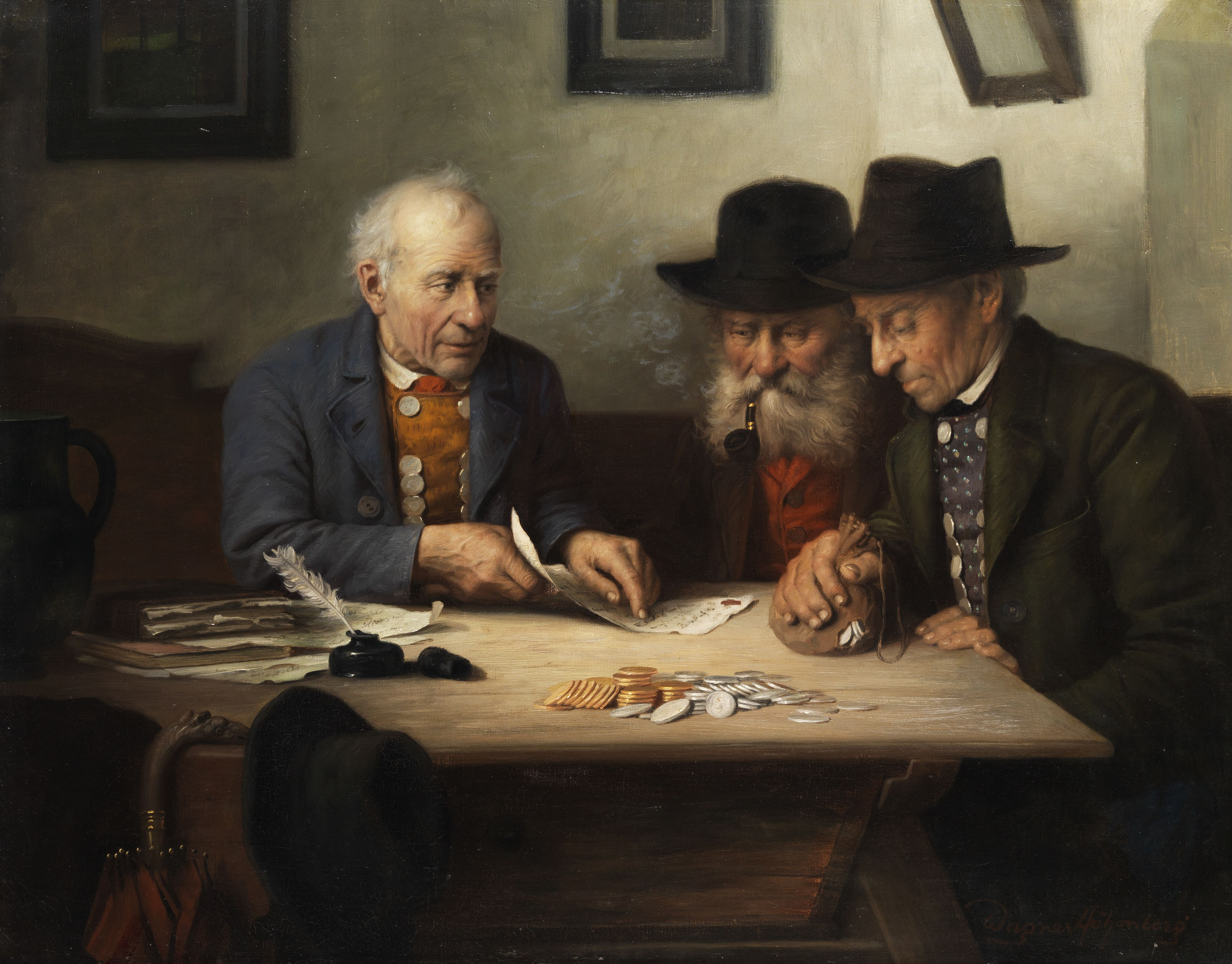
Die Abrechnung
(Josef Wagner-Höhenberg)

Abrechnung ist ein Allgemeinbegriff, der in vielen Fachgebieten vorkommt und eine abschließende Rechnung zum Inhalt hat.

## Allgemeines
Abrechnen bedeutet, Rechenschaft über die Ausgaben und/oder Einnahmen abgeben. Abrechnung ist die rechnerische Ermittlung und Rechenschaftslegung über die Ergebnisse eines durchgeführten Geschäfts oder einer Vermögensverwaltung. Umgangssprachlich hat sich die Abrechnung in vielen Angelegenheiten des täglichen Lebens etabliert. Abgerechnet werden erbrachte Leistungen, aber auch Forderungen oder Verbindlichkeiten im Allgemeinen, etwa bei Schadensersatzklagen. Bei der Berechnung von Ansprüchen im Versicherungsfall spricht man von einer Abrechnung auf Seiten sowohl des Versicherungsnehmers als auch des Versicherers.
Häufig wird die Abrechnung fälschlich auch als Synonym für die Verrechnung verwendet. Hierbei wird verrechnet, indem eine Forderung mit einer korrespondierenden Verbindlichkeit verglichen wird; die Summe aller Forderungen vermindert um die Summe aller Gegenforderungen ergeben den Anspruch. Mit dieser Abrechnung werden alle berücksichtigten (verrechneten) Forderungen hinfällig, sie gelten als erfüllt. Eine weitere Form ist die Aufrechnung, einem in § 387 BGB geregelten Erfüllungssurrogat.

## Abrechnungsarten
Insbesondere in folgenden Fachgebieten handelt es sich um eine Abrechnung:
- Im Arbeitsrecht gibt es die Entgeltabrechnung und einfache Abrechnung; beide haben die Lohn- und Gehaltsabrechnung zum Inhalt.
- Bankwesen: Die LZB-Abrechnung bestand seit November 1953 als eine bundesweite multilaterale Verrechnung der täglichen Forderungen und Verbindlichkeiten (auch aus Schecks: Art. 31 Abs. 1 SchG und Wechseln: Art. 38 Abs. 2 WG) zwischen Kreditinstituten eines Bankplatzes über eine zentrale Abrechnungsstelle in den Räumen der Landeszentralbank (LZB); rechtlich war sie eine Aufrechnung.[3] Diese Abrechnungsstellen der Deutschen Bundesbank wurden im März 2000 aufgelöst.[4]

Die Hamburger Abrechnung war organisiert wie die bundesweite LZB-Abrechnung. Sie war eine selbständige Einrichtung der wichtigsten Hamburger Kreditinstitute, die sich in der Rechtsform eines nicht eingetragenen Vereins („Große Abrechnung“ oder „Hamburger Abrechnung“) zusammenschlossen, in dem die LZB Hamburg nur gleichberechtigtes Mitglied war. Wegen des zunehmenden elektronischen Zahlungsverkehrs wurde die Schließung der Hamburger Abrechnung im Juni 1997 beschlossen.
Heutige Sonderformen der Abrechnung sind das Clearing, das Kontokorrent, das Netting und die Skontration.
- Das Steuerrecht kennt den Abrechnungsbescheid, der von der Finanzbehörde oder dem Steueramt der Gemeinde ergeht, wenn es Streitfragen über das Steuerschuldverhältnis gibt.
- Im Strafrecht ist der Abrechnungsbetrug im Gesundheitswesen als eine Betrugsart des § 263 StGB bekannt.
- Im Versicherungswesen wird mit der Dispache bei der Seeschifffahrt durch den Dispacheur wegen einer Großen Havarie die Verteilung der Schäden auf die Beteiligten abgerechnet.
- Verbrauchsabrechnungen gibt es von Versorgungsunternehmen, die über ein Netz Fernwärme-, Gas-, Strom- und Wasserlieferungen dem Kunden zur Verfügung stellen und durch Telekommunikationsunternehmen.
- Das Vertragsrecht sieht nach erfolgten Abschlagszahlungen eine endgültige Schlussabrechnung vor, welche die gegenseitigen Leistungen berücksichtigt.
- Das Wohnungswesen kennt bei Mietwohnungen die Nebenkostenabrechnung, die sich unter anderem aus Heizkostenabrechnung, Stromkostenabrechnung und Wasserverbrauch zusammensetzt. Bei Eigentumswohnungen gibt es das Hausgeld, das als Vorauszahlung auf die spätere Jahresabrechnung zu zahlen ist.

Die Abrechnung sollte mindestens in Textform erfolgen und die Abrechnungsbestandteile übersichtlich wiedergeben, damit der Abrechnungsempfänger sie nachvollziehen kann.

## Umgangssprachlicher Gebrauch
Im übertragenen Sinn findet der Begriff Abrechnung zum Beispiel in der Redewendung „ich rechne noch mit Dir ab“ Verwendung, wenn eine Partei sich von einer anderen übervorteilt sieht und andeuten möchte, ihrerseits auf Ausgleich des Vorteils hin zu arbeiten.
Wenn eine Person sich gewaltsam – also in der Regel gesetzeswidrig – oder mit Hilfe Anderer einen Ausgleich verschafft, so wird das ebenfalls Abrechnung genannt. Diese Form der Abrechnung findet sich vor allem als Rache wieder, eine freiwillige Wiedergutmachung aus eigener Motivation wird nicht Abrechnung genannt.